# Eveline Widmer-Schlumpf
Eveline Widmer-Schlumpf (Felsberg, 16 maart 1956) is een Zwitserse politica uit het kanton Graubünden, eerst voor de Zwitserse Volkspartij (SVP/UDC) en sinds 2008 voor de Burgerlijk-Democratische Partij (BDP/PBD). Van 2008 tot 2015 was zij lid van de Bondsraad. In 2012 was zij bondspresident van Zwitserland.

## Biografie

### Afkomst en opleiding
Widmer-Schlumpf is de dochter van voormalig Bondsraadslid Leon Schlumpf. Ze groeide op in Felsberg, waar ze ook woont. Ze studeerde rechten aan de Universiteit van Zürich en was nadien van 1987 tot 1998 advocaat en notaris.

### Kantonnale politiek
Van 1994 tot 1998 was ze lid van de Grote Raad van Graubünden. Op 12 maart 1998 werd ze als eerste vrouw als lid van de Regering van Graubünden gekozen. In 2001 en 2005 was ze voorzitster van de regering.

### Bondsraad
Na de parlementsverkiezingen van oktober 2007 diende op 12 december 2007 de te worden herverkozen. De Sociaaldemocratische Partij van Zwitserland (SP/PS), Christendemocratische Volkspartij (CVP/PDC) en de Groene Partij van Zwitserland (GPS/PES) wilden de controversiële Christoph Blocher niet herverkiezen als Bondsraadslid. De parlementsleden van deze partijen besloten om te stemmen voor de meer gematigde Widmer-Schlumpf in plaats van voor haar partijgenoot Blocher. Met 125 stemmen tegen 115 stemmen haalde Widmer-Schlumpf in de tweede stemronde de vereiste absolute meerderheid en werd ze gekozen in de Bondsraad. Ze was op dat moment lid van de regering van Graubünden en niet eens actief binnen de Zwitserse federale politiek. Dit was uitzonderlijk omdat meestal leden van de Nationale Raad of de Kantonsraad tot Bondsraadslid worden verkozen. De verkiezing van Widmer-Schlumpf was dan ook een grote verrassing en bovendien was zij daardoor niet aanwezig in het Federaal Paleis in Bern, wat om dezelfde reden eveneens uitzonderlijk is. Widmer-Schlumpf vernam haar verkiezing tot Bondsraadslid terwijl ze in een trein onderweg was naar Bern. Na haar aankomst in de bondsstad vroeg Widmer-Schlumpf enige bedenktijd. 's Anderendaags, op 13 december 2007, gaf ze een toespraak voor de Bondsvergadering waarin ze haar verkiezing aanvaardde. Ze werd daarmee de derde vrouw in de Bondsraad op dat moment.
Haar partij, de Zwitserse Volkspartij (SVP/UDC) had aangekondigd in de oppositie te gaan, indien Blocher niet herkozen werd en maakte dat dreigement ook waar. De beide SVP/UDC-Bondsraadleden Schmid en Widmer-Schlumpf aanvaardden tegen de wil van de partij hun verkiezing in de Bondsraad en daarom uitgesloten van de parlementsfractie van de Zwitserse Volkspartij.
Widmer-Schlumpf vertegenwoordigde van januari 2008 tot oktober 2010 het Departement van Justitie en Politie in de Bondsraad en vanaf november 2010 het Departement van Financiën. Op 8 december 2010 werd zij gekozen tot vicepresident voor het jaar 2011 en op 14 december 2011 volgde haar verkiezing tot bondspresident voor het jaar 2012.
Na het verlies van haar partij tijdens de verkiezingen van 2015 besloot Widmer-Schlumpf zich niet opnieuw kandidaat te stellen voor herverkiezing. Op 28 oktober 2015 kondigde ze haar vertrek uit de Bondsraad aan. Ze werd op 1 januari 2016 opgevolgd door Guy Parmelin van de Zwitserse Volkspartij, waardoor die partij ook de tweede zetel herwon die ze met het vertrek van Schmid en Widmer-Schlumpf was verloren (SVP/PDC-politicus Ueli Maurer volgde Schmid reeds op in 2009).

### Uitsluiting uit de Zwitserse Volkspartij
Op grond van de aanname van de verkiezing van de Bondsraad wilde het partijbestuur Eveline Widmer-Schlumpf uit de partij zetten. Het statuut van de Zwitserse Volkspartij liet dit echter niet toe, omdat het lidmaatschap van de partij geregeld is binnen de kantonnale secties van de partij. Op grond daarvan werd besloten om de kantonnale sectie Graubünden, waar Widmer-Schlumpf lid van was, uit het nationale verband van de partij uit te sluiten, indien ze geen gevolg zou geven aan de eis van de partij dat Widmer-Schlumpf terug zou treden uit de Bondsraad.
Het ultimatum liep af op 30 april 2008, waarna de procedure om de kantonnale partij uit te sluiten in gang werd gezet; dit ondanks een demonstratie van voornamelijk vrouwen op 11 april voor het parlement van Zwitserland, die zich solidair toonden met Widmer-Schlumpf. Op 1 juni werd de kantonnale sectie (met Widmer-Schlumpf) uitgesloten, waarna de kantonnale sectie een nieuwe partij oprichtte: Burgerlijk-Democratische Partij van Graubünden, die zich daarop aansloten bij een landelijk verband, waarin ook secties van Bern en Glarus vertegenwoordigd zijn.
Sindsdien zat Widmer-Schlumpf als vertegenwoordiger van de Burgerlijk-Democratische Partij (BDP/PBD) in de Bondsraad.